# روبرت كلاين
روبرت كلاين (بالإنجليزية: Robert Klein)‏ (و. 1942 – م) هو كاتب سيناريو، ومنتج أفلام، وممثل، وممثل تلفزيوني، وممثل أفلام، ومغن من الولايات المتحدة الأمريكية . ولد في مدينة نيويورك .

## التعليم
تعلم في جامعة ييل.

## روابط خارجية
- روبرت كلاين على موقع IMDb (الإنجليزية)
- روبرت كلاين على موقع الموسوعة البريطانية (الإنجليزية)
- روبرت كلاين على موقع ألو سيني (الفرنسية)
- روبرت كلاين على موقع ميوزك برينز (الإنجليزية)
- روبرت كلاين على موقع أول موفي (الإنجليزية)
- روبرت كلاين على موقع قاعدة بيانات برودواي على الإنترنت (الإنجليزية)
- روبرت كلاين على موقع قاعدة بيانات الأفلام السويدية (السويدية)
- روبرت كلاين على موقع إن إن دي بي (الإنجليزية)
- روبرت كلاين على موقع ديسكوغز (الإنجليزية)
- روبرت كلاين على موقع قاعدة بيانات الفيلم (الإنجليزية)